# Ingo Schultz
Ingo Schultz (* 26. července 1975 Lingen, Dolní Sasko, Západní Německo) je bývalý německý atlet, běžec, jehož hlavní disciplínou byl běh na 400 metrů.

## Kariéra
V roce 2000 vybojoval v belgickém Gentu společně s Ruwenem Fallerem, Marco Krausem a Larsem Figurou
stříbrné medaile na halovém ME ve štafetovém běhu na 4×400 metrů. Původně Němci doběhli na třetím místě. Jury však pro vyšlápnutí z dráhy diskvalifikovala ruské kvarteto a zlaté medaile získali Češi, Němci stříbro a bronz Maďaři.
V roce 2001 získal na světovém šampionátu v kanadském Edmontonu stříbrnou medaili. Již v semifinále si vytvořil časem 44,66 s nový osobní rekord a byl nejrychlejší ze všech 24 běžců. Ve finále poté trať zaběhl v čase 44,87 s a podlehl jen bahamskému běžci Avardu Moncurovi, který byl o 23 setin rychlejší. O rok později se stal v Mnichově mistrem Evropy.
Na Mistrovství světa v atletice 2003 v Paříži skončil ve druhém semifinálovém běhu na 7. místě a do finále nepostoupil. V semifinále skončila jeho cesta také na Letních olympijských hrách 2004 v Athénách.